# Alto do Pina
Alto do Pina est une ancienne freguesia de Lisbonne ; en 2012, elle forme avec celle de São João de Deus une nouvelle freguesia sous le nom d'Areeiro (pt).
D'une superficie de 0,82 km2, elle comptait 10 253 habitants en 2011.

## Héraldique

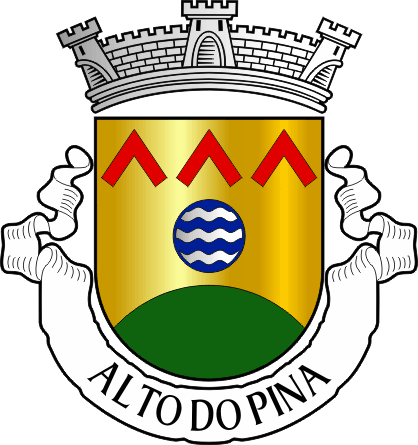
Blason d'Alto do Pina

Le blason de la freguesia est d'or au tertre de sinople (qui représente le nom Alto do Pina, surmonté d'une fontaine (la Fontaine Luminosa, inaugurée en 1948) et de trois chevrons de gueules (ils représentent les trois bairros d'origine)